# 三上村 (愛知県)
三上村（みかみむら）は、愛知県八名郡にかつて存在した村。
現在の豊川市東部、豊川市三上町に該当する。村名は、三渡野村と堹ノ上村から一文字ずつ取った合成地名である。

## 概要
- 元々は全域が豊川左岸の地域であったが、室町時代の文安4年（1447年）の洪水により豊川の流路が変わり、勝山地区を除いた地域が豊川右岸となっている。
- 八名郡では唯一豊川市に直接編入されたが、当初は左岸の勝山地区を豊橋市に再編入するプランもあった。
- 旧三上村域の市外局番は右岸が0533、左岸が0532 と異なるが、同一市内区域（豊橋MA）である。

## 歴史
- 江戸時代、この地域は吉田藩領であった。
- 1878年（明治11年）12月28日 - 三渡野村、堹ノ上村、古川新田が合併し、三上村となる。
- 1889年（明治22年）10月1日 -  町村制施行に伴い、三上村が発足。
- 1955年（昭和30年）4月12日 - 豊川市に編入される。

## 学校
- 三上村立三上小学校（1963年に睦美小学校、麻生田小学校と統合。現・豊川市立東部小学校）
- 中学校は豊川市に委託し、豊川市立東部中学校へ通学

## 神社・仏閣
- 天神社
- 蒜生神社
- 白山神社
- 地持寺
- 養全寺
- 安昌寺